# Lycianthes cutacensis
Lycianthes cutacensis là loài thực vật có hoa trong họ Cà. Loài này được (Kunth) J.F. Macbr. mô tả khoa học đầu tiên năm 1930.